# Folsomides unicus
Folsomides unicus är en urinsektsart som beskrevs av Fjellberg 1993. Folsomides unicus ingår i släktet Folsomides och familjen Isotomidae. Inga underarter finns listade i Catalogue of Life.